# ФК Радник Бијељина
ФК Радник је фудбалски клуб из Бијељине у Републици Српској, који се тренутно такмичи у Првој лиги Републике Српске, а највећи успјех у клупској историји, остварио је у сезони 2015/16. освајањем Купа БиХ, тако обезбиједивши свој први наступ на европској сцени. Прву побједу у европским такмичењима дочекали су у сезони 2019/20. побједивши у својој трећој европској утакмици у историју, на Градском стадиону у Бањој Луци, екипу Спартака из Трнаве са 2:0.

## Историја
Пре Другог светског рата претече данашњег Радника су били фудбалски клубови Подриње, Зора и Раднички, да би 14. јуна 1945. године био основан ФК Радник. То име је задржао до данас, сем што се у периоду 1995-1997. звао ФК Пантери Бијељина. Први трофеј Радник је освојио већ 1948. године. Постао је првак тузланске области победивши у финалу екипу Слободе из Тузле. Годину дана касније ушао је у шеснаестину финала купа СФРЈ, а 1957. године улази у Новосадско/сремску зону.
Свој највећи успех остварио је у сезони 1971/72. када је освојио титулу првака Републичке лиге БиХ и у баражу за улазак у Другу лигу СФРЈ победио екипу ФК Слога из Вуковара, резултатима 4:0 у Бијељини и 8:0 у Вуковару па се тако пласирао у Другу лигу.
После распада СФРЈ, Радник постаје двоструки првак Прве лиге Републике Српске у сезонама 1998/99 и 2004/05. Освајањем друге титуле првака Радник се пласирао у Премијер лигу Босне и Херцеговине која је основана у сезони 2002/03, и у којој играју најбољи клубови оба ентитета у Босни и Херцеговини. У Премијер лиги се задржао две сезоне када испада и поново игра у Првој лиги Републике Српске.
Као првак Прве лиге Републике Српске у сезони 2011/12. Радник је обезбедио пласман у Премијер лигу Босне и Херцеговине за сезону 2012/13. Највећи успех овог клуба је освајање Купа Босне и Херцеговине у сезони 2015/16, док су у Премијер лиги Босне и Херцеговине 2015/16. заузели седму позицију.

## Играчки кадар
- Самед Хоџић
- Азир Муминовић
- Предраг Ристановић
- Иван Шуберт (К)
- Бојан Батар
- Марко Деспотовић
- Ненад Никић
- Алекса Урошевић
- Александар Васић
- Павле Сушић
- Иван Ђорић
- Фарук Гогић
- Јован Благојевић
- Никола Попара
- Анес Вазда
- Миле Тодоров
- Садик Шкрљељ
- Дејан Максимовић
- Кенан Шарић
- Ђорђе Пантелић
- Јован Мотика
- Владан Јездић
- Стефан Спасојевић
- Харис Ханџић
- Анте Живковић
- Есмир Хускић
- Драган Дошло

## ФК Радник Бијељина у европским такмичењима
| Сезона   | Такмичење        | Коло        | Држава   | Клуб     | Дом. | Гост | Укупнo |
| -------- | ---------------- | ----------- | -------- | -------- | ---- | ---- | ------ |
| 2015/16. | УЕФА Лига Европе | 1. коло кв. | Бугарска | ФК Барое | 0:2  | 0:0  | 0:2    |

| Сезона   | Такмичење        | Коло        | Држава   | Клуб              | Дом. | Гост | Укупно     |          |
| -------- | ---------------- | ----------- | -------- | ----------------- | ---- | ---- | ---------- | -------- |
| 2019/20. | УЕФА Лига Европе | 1. коло кв. | Словачка | ФК Спартак Трнава | 2:0  | 0:2  | 2:2 (2:3)* | * Пенали |

## Трофеји
- Kуп Босне и Херцеговине (1) : 2015/16.
- Првенство Републике Српске (4) : 1998/99, 2004/05,  2011/12,  2023/24.
- Куп Републике Српске (7) : 2009/10, 2012/13, 2013/14, 2015/16, 2016/17, 2017/18, 2018/19.

## Навијачи
Навијачка група која прати ФК Радник Бијељина носи назив „Инцидент Бијељина”. Основани су 2000. године.